# Nicklas Schmidt
Nicklas Ishøy Schmidt (født i Aarhus 13. marts 1976) er en dansk komponist.
Han er hovedsagelig kendt for sin tv- og filmmusik, heriblandt musikken til Pernille Fischer Christensens film om Astrid Lindgren, Unga Astrid, Mikkel Munch-Fals' komedieserie Orkestret samt Danmarks Radios julekalender Julehjertets hemmelighed. Han har desuden lavet musik til en lang række dokumentarer og animationsfilm, herunder Den kæmpestore bjørn og Ronal Barbaren samt flere teaterforestillinger, bl.a. forestillingen om kunstneren Poul Anker Bech, Det tabte land, som blev opført på Vendsyssel Teater og instrueret af Ina-Miriam Rosenbaum. Han har endvidere samarbejdet med Jóhann Jóhannsson, bl.a. på tv-serien Svartir englar, ligesom han var arrangør og orkestrator på den oscarnominerede musik til filmen The Theory of Everything om Stephen Hawking.

I 2012 stiftede Nicklas Schmidt pladeselskabet Walkway Records.

## Uddannelse
Nicklas Schmidt blev student fra Kolding Amtsgymnasium i 1995 og gik fra 1995 til 1998 på Musikalsk Grundkursus (MGK). Senere i 1998 rejste han til Rusland for at studere komposition på N.A. Rimsky-Korsakov Sankt Petersborg Statskonservatorium under professor Aleksander Mnatsakanyan og professor Nikolaj Martynov.
Han flyttede tilbage til Danmark i 2003 og studerede 2004-2006 på solistklassen på Det Kgl. Danske Musikkonservatorium, hvor han var elev hos Niels Rosing-Schow og Hans Abrahamsen.

## Priser og nomineringer
Nicklas Schmidt vandt i 2001 Musical Olympus Young Composers Award i Luzern for værket “Rhapsody for Strings and Percussion”, og i 2003 vandt han 1st Prize ved British Council Composers Competition i Sankt Petersborg for værket “The Day We Buried Vanya”, som blev uropført og indspillet af den britiske tubakvartet Tubalaté. Han vandt i 2004 Ruslands nationale teaterpris, Golden Mask Award, i kategorien bedste børneteaterforestilling for sin musik til forestillingen Prikluchenia nezadachlivogo drakona på Teatr Skazki i Sankt Petersborg. I 2017 vandt han Carl Prisen for musikken til filmatiseringen af Jussi Adler-Olsens Flaskepost fra P.
Han har desuden været nomineret til en Robert fire gange samt nomineret til en Jerry Goldschmidt Award tre gange.

## Musik til film og tv

### Film
| År   | Film                                                       | Instruktør                                             |
| ---- | ---------------------------------------------------------- | ------------------------------------------------------ |
| 2005 | Pige med mobil                                             | Anja Kvistgaard                                        |
| 2008 | Det perfekte kup                                           | Dennis Petersen                                        |
| 2009 | Kamæleonernes strand                                       | Adam Schmedes                                          |
| 2009 | Zoomerne                                                   | Christian E. Christiansen                              |
| 2011 | Den kæmpestore bjørn                                       | Esben Toft Jacobsen                                    |
| 2011 | Ronal Barbaren                                             | Kresten Vestbjerg Andersen og Thorbjørn Christoffersen |
| 2012 | Madagascar – kamæleonernes land                            | Adam Schmedes                                          |
| 2013 | Ishavets kæmpe                                             | Adam Schmedes                                          |
| 2014 | Klassefesten 2: Begravelsen                                | Mikkel Serup                                           |
| 2014 | Rejsen til Fjerkongens Rige                                | Esben Toft Jacobsen                                    |
| 2014 | Kolbøttefabrikken                                          | Morten Boesdal Halvorsen                               |
| 2014 | Familien Jul                                               | Carsten Rudolf                                         |
| 2015 | Klovn Forever                                              | Mikkel Nørgaard                                        |
| 2016 | Flaskepost fra P                                           | Hans Petter Moland                                     |
| 2016 | Familien Jul i nissernes land                              | Carsten Rudolf                                         |
| 2018 | Unge Astrid                                                | Pernille Fischer Christensen                           |
| 2018 | Julemandens datter (sammen med Kristian Eidnes Andersen)   | Christian Dyekjær                                      |
| 2020 | Julemandens datter 2 (sammen med Kristian Eidnes Andersen) | Christian Dyekjær                                      |
| 2021 | Familien Jul og nissehotellet                              | Carsten Rudolf                                         |
| 2022 | Lykkelige omstændigheder                                   | Anders W. Berthelsen                                   |
| 2022 | Julemandens datter 3 (sammen med Kristian Eidnes Andersen) | Christian Dyekjær                                      |

### TV-serier
| År      | TV-serie                                     | Instruktør                |
| ------- | -------------------------------------------- | ------------------------- |
| 2008    | Svartir Englar (sammen med Jóhann Johánsson) | Óskar Jónasson            |
| 2016-17 | Grethe                                       | Jarl Friis-Mikkelsen      |
| 2017    | Kiwi og Strit                                | Esben Toft Jacobsen       |
| 2017    | Edderskønne Edderkopper                      | Adam Schmedes             |
| 2018    | Drabet uden lig                              | Lars Høj (producer)       |
| 2018    | Håbet                                        | Christian E. Christiansen |
| 2019    | Mysteriet om Pedal-Ove                       | Michael Teschl            |
| 2020    | Grethes jul                                  | Jarl Friis-Mikkelsen      |
| 2018-21 | Friheden (sammen med Andreas Hald)           | Mikkel Serup              |
| 2022-24 | Orkestret                                    | Mikkel Munch-Fals         |
| 2022    | Felix og Åmanden                             | Christian Grønvall        |
| 2022    | Julehjertets hemmelighed                     | Poul Berg                 |
| 2023    | Troldehjertets hemmelighed                   | Jacob Bitsch              |

## Partiturmusik

### Orkesterværker
- Rhapsody for String Orchestra & Percussion (2001)
- Symphony no. 1 (2003)
- Solitude Variations (2004)
- Übergang – Untergang – Concerto for Piano & Orchestra (2006)
- Branden på Koldinghus (2008)
- Cubulus (2009)
- Concertino for Accordeon and Brass Ensemble (2012)
- In Orbit (2014)
- Out of This Wood (2022)

### Kammermusik
- Quartet for Brass (1998)
- Duet for Flute & Clarinet (1998)
- Just a Second – string trio (1999)
- Woodwind Quintet no. 2 (2000)
- Sketches from Childhood (2001)
- The Day We Buried Vanya – for Tuba Quartet (2003)
- Trio for Fiberline (2004)
- Hymn to Chances Lost – string nonet (2004)
- Follow Me (2005)
- Lunchbreak in the Desert (2007)
- Pavane Extrapolations (2008)
- Marching with Two Left Feet (2010)
- Quasi una Fantasia (2015)
- Homage à Carl Nielsen (2020)

### Vokalværker
- Gloria (2004, tekst: K.L. Aastrup)
- Oversættelser (2006, tekst: Salmernes Bog, 62,10)
- Everyone Sang (2006, tekst: Siegfried Sassoon)
- En stille bøn (2007, tekst: Agnus Dei)
- Nowhere Now Here (2012, tekst: Neale Donald Walsch)
- Regine (2013, tekst: Søren Kierkegaard)
- I dette øjeblik (2015, tekst: Ditte Steensballe)
- Tie Up My Love’s Tongue (2016, tekst: William Shakespeare, A Midsummer Night’s Dream)

### Soloværker
- Aurinko (2005-07)
- Mellem Regninger (2007)
- Fluctuation 13 (2018)

### Musikdramatik
- The Snow Queen – H.C. Andersen (2009)
- The Wild Swans – H.C. Andersen (2010)
- Min farmors spøgelse – Saga Dance Collective (2012)
- Det Tabte Land – Et musikalsk drømmespil om Poul Anker Bech (2018)[4]